# Sadeq Jaljalí
Mohammad Sadeq Guiví Jaljalí (27 de julio de 1926 - 26 de noviembre de 2003) (en persa: محمدصادق گیوی خلخالی‎) fue un clérigo chiita duodecimano de línea dura de la República Islámica de Irán y un notorio verdugo de la revolución islámica, que se dice que ha «traído a su trabajo como Jefe de Justicia de los tribunales revolucionarios el gusto por la ejecución sumaria», que le valió una reputación en Irán de «juez de la horca». Hijo de un granjero nacido en Guiví (provincia de Ardebil, Irán), en apariencia Jaljalí era «un hombre pequeño y rechoncho con una barba puntiaguda, sonrisa amable, y una risita aguda».

## Otras lecturas
V. S. Naipaul interviews Khalkhali in two of his better-known books 
- Among the Believers: An Islamic Journey (1981) ISBN 978-0-394-71195-9
- Beyond Belief: Islamic Excursions among the Converted Peoples (1998) [parte II, capítulo 7] ISBN 978-0-316-64361-0